# Ambelania
Ambelania Aubl.  é um género botânico pertencente à família Apocynaceae.

## Espécies
| - Ambelania acida - Ambelania camporum - Ambelania cucumerina - Ambelania cuneata - Ambelania duckei - Ambelania edulis - Ambelania grandiflora - Ambelania lanceolata - Ambelania laxa - Ambelania longiloba - Ambelania lopezii - Ambelania lucida - Ambelania macrophylla | - Ambelania marcgrafiana - Ambelania markgrafiana - Ambelania occidentalis - Ambelania oleaefolia - Ambelania oleifolia - Ambelania pantchenkoana - Ambelania parviflora - Ambelania quadrangularis - Ambelania sagoti - Ambelania tenuiflora - Ambelania ternstroemiacea - Ambelania zschokkeiformis |

- Lista completa